# Pere Oller
|  | Pel que fa al canonge de la Seu de Tarragona mort el 1449, vegeu Pere Oller (canonge). |

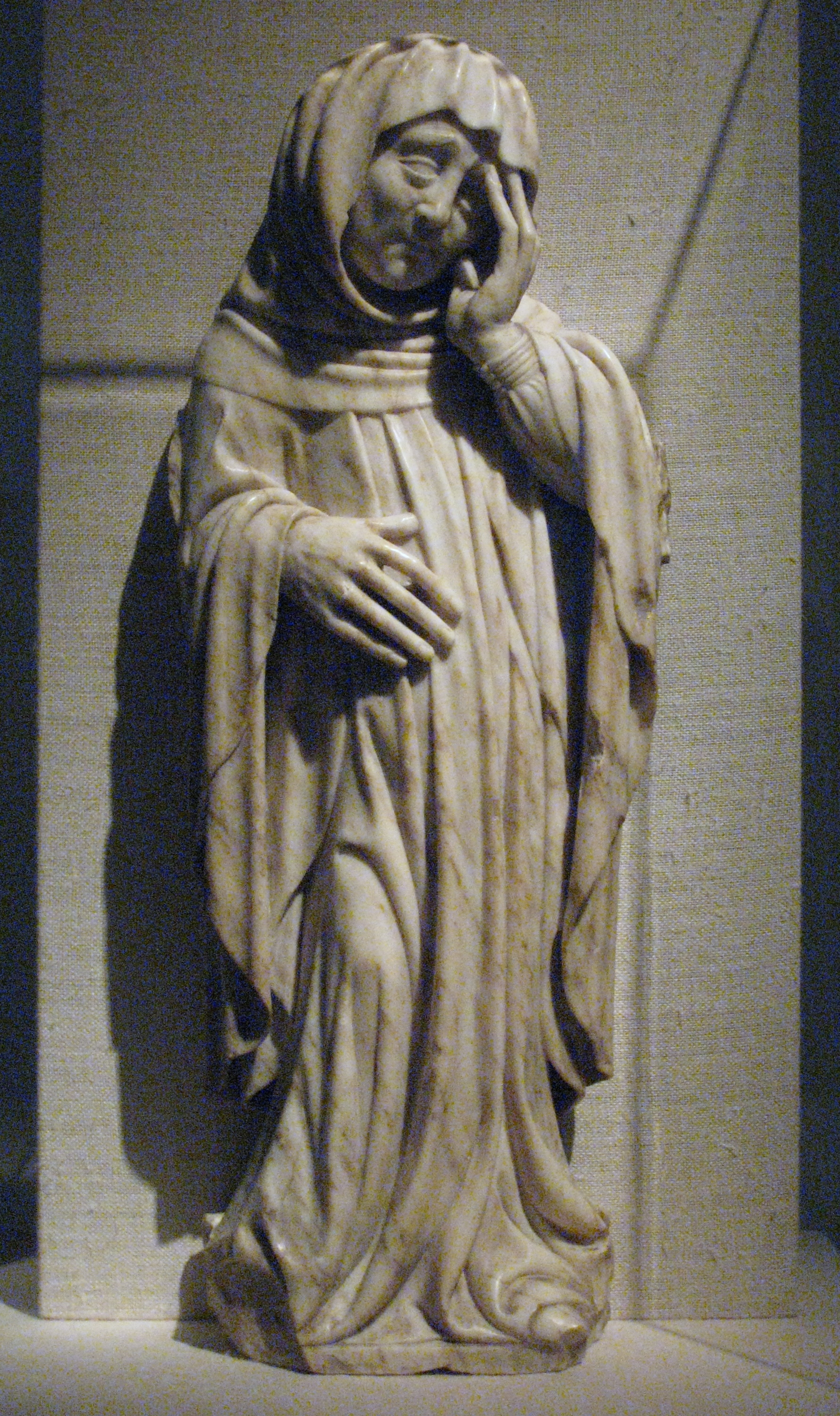
Fragment de la tomba de Ferran d'Antequera

Pere Oller (documentat entre 1395 i 1442) està catalogat com un dels millors escultors gòtics catalans. Va treballar en la decoració de diferents catedrals catalanes, com la de Vic, la de Barcelona i Girona.

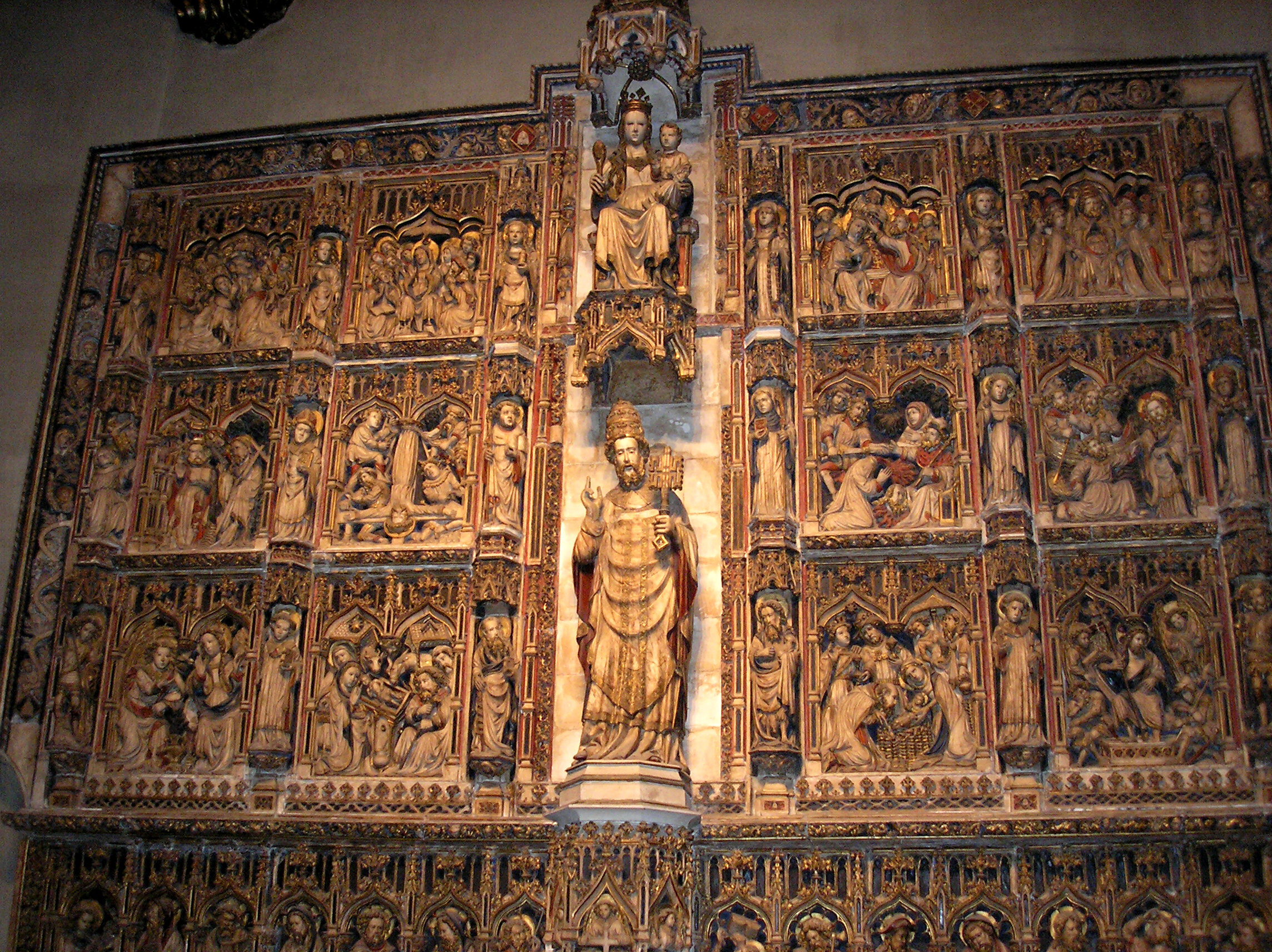
Retaule de la catedral de Vic.

## Biografia
El primer document on apareix per primera vegada és amb data 30 d'abril de 1395 com: Pericó Oller dexeble del mestre [Pere Sanglada] lo qual era aprenent l'offici. Es refereix a la seva formació a l'ofici, com a part del grup d'ajudants de l'escultor Pere Sanglada que estava realitzant el cadirat del cor de la catedral de Barcelona. Per aquesta data, i per altres documents posteriors, s'estableix l'edat de nou anys la que tindria Oller en el moment d'entrar en contacte amb el taller de Sanglada. Es ressalta també, com una cosa poc freqüent, que ja aleshores cobrava la quantitat d'1 sou i 6 diners per dia, quan en aquella època els aprenents s'acostumaven a pagar amb la seva manutenció i una única retribució simbòlica. Va deure mostrar una gran capacitat per al treball, quan consta que amb dotze anys ja estava cobrant igual que un obrer de mitjana qualificació.

## Obra documentada

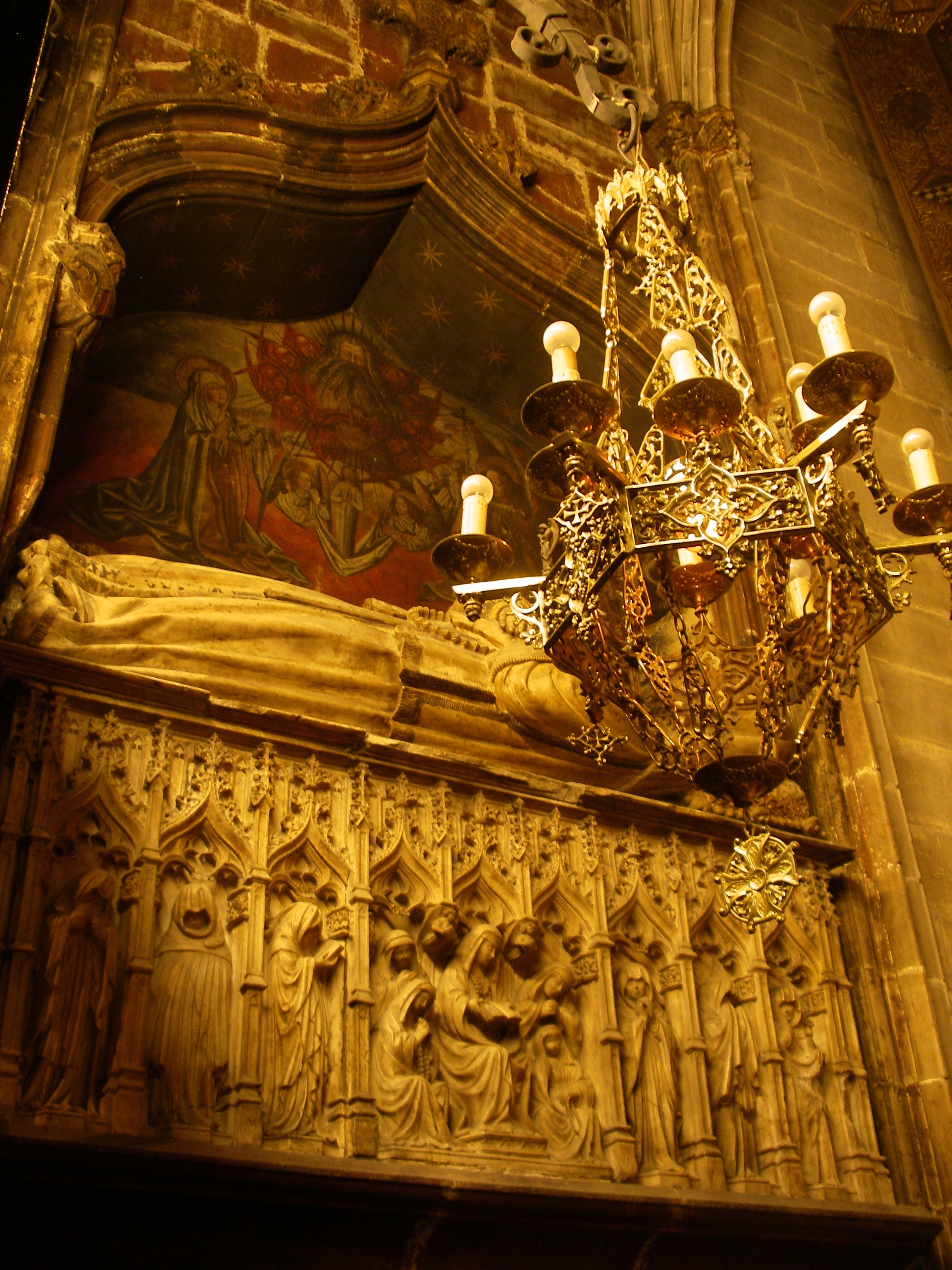
Sepulcre de Sança Ximenis de Cabrera (Catedral de Barcelona)

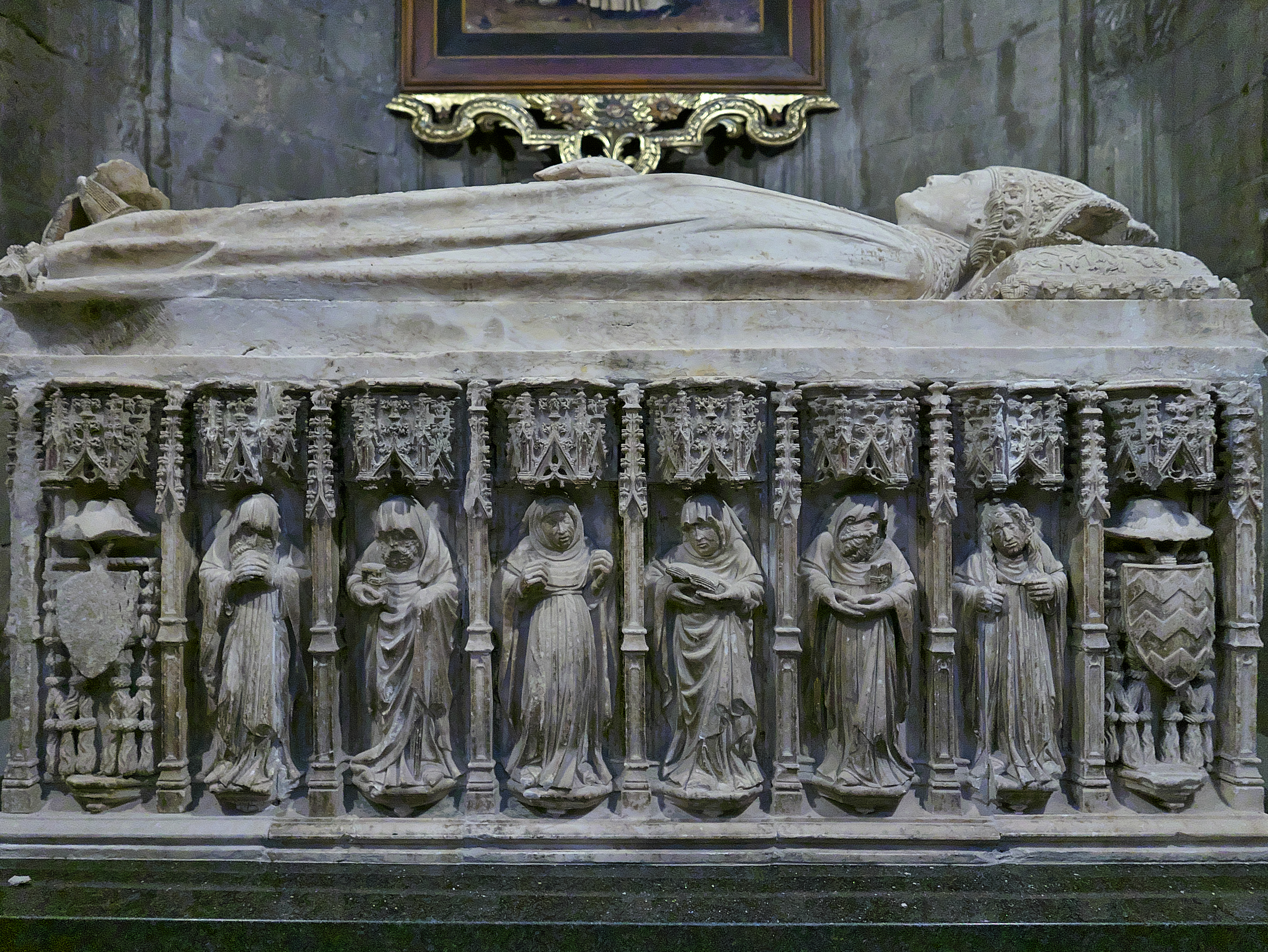
Sepulcre de Berenguer d'Anglesola

- 1395-1399- Participació com a aprenent de Pere Sanglada al cadirat del cor de la Catedral de Barcelona.
- 1407- Escut del cardenal Berenguer d'Anglesola a la muralla de Bàscara.
- 1409-1410-Sepulcre del bisbe Berenguer d'Anglesola, que es troba a la Catedral de Girona.
- 1417- Sepulcre de Ferran d'Antequera, del Monestir de Poblet, encarregat pel seu fill Alfons el Magnànim i actualment exposat al Museu del Louvre.
- 1420- Retaule major de la Catedral de Vic.
- 1426-1428- Sepulcre de Bernat Despujol, Catedral de Vic-
- 1444-1445- Sepulcre de Sança Ximenis de Cabrera, a la Catedral de Barcelona.
- 1434-1445- Sacerdots orants, actualment conservats al Museu Nacional d'Art de Catalunya. Aquests dos orants pertanyien a un grup escultòric que centrava una imatge de sant Sever (col·lecció privada).[2]
- Relleu d'alabastre de Pere Oller, adquirit el 2010 per la Generalitat de Catalunya i dipositat al Museu d'Art de Girona.[3]